# Valdis Zatlers
Valdis Zatlers (Riga, Unión Soviética, 22 de marzo de 1955) es un médico y político letón. El 31 de mayo de 2007, ganó las elecciones presidenciales convirtiéndose en el séptimo presidente de su país el 8 de julio de 2007, sucediendo a Vaira Vīķe-Freiberga.
Zatlers inició un proceso de disolución del Parlamento en el 2011, tras considerar que este se había visto manchado por la corrupción en un contexto de grave crisis económica. Como resultado de esta decisión, y al no revalidar la confianza del Parlamento, Zatlers fue reemplazado por Andris Bērziņš tras perder una votación, en segunda vuelta, por un estrecho margen